# Burst
Burst es una banda sueca de heavy metal formada en Kristinehamn en 1993 por Jesper Liveröd, Linus Jägerskog y Patrik Hultin. Los guitarristas Robert Reinholdz y Jonas Rydberg se unieron poco tiempo después. Burst añade elementos progresivos al hardcore punk. Presentan voces limpias, ejecutadas por Reinholdz, y guturales, ejecutadas por Jägerskog. Actualmente tienen contrato con Relapse Records.
Burst se formó bajo el nombre de Dislars como un grupo de crust punk y grindcore. Tras tocar en algunos conciertos a lo largo de Suecia, cambiaron su estilo hacia el hardcore punk, y a medida que iban mejorando sus habilidades con sus instrumentos, la banda se iba acercando hacia un estilo más progresivo, aunque sin separarse de sus raíces en el hardcore. La banda comenzó a tomarse más en serio su música y cambiaron su nombre por el de Burst para comenzar a grabar las primeras demos. Gracias a ellas consiguieron su primer contrato con el sello Melon Records, que publicó sus dos primeros álbumes (Two Faced y Conquest: Writhe). Sin embargo, la banda aún no estaba conforme con su música y siguió introduciendo cambios.
En 2003 Burst publicó Prey on Life a través de Relapse Records, con el que la banda comenzó a ganarse mayor popularidad gracias, también, a abrir para bandas como Mastodon y The Dillinger Escape Plan. Su siguiente álbum, Origo, continuó con la progresión de la banda y fue alabado por revistas como Terrorizer, Metal Hammer y Kerrang!. Su último álbum, Lazarus Bird, salió a la venta en septiembre de 2008. El 30 de julio de 2009, la banda anunció su próxima separación tras la gira que piensan dar en otoño.
En 2018 la banda volvió a reunirse para tocar en el festival Be prog my friend en Barcelona (España)

## Miembros
- Linus Jägerskog - voz
- Robert Reinholdz - guitarra y voz
- Jonas Rydberg - guitarra
- Jesper Liveröd - bajo
- Patrik Hultin - batería

### Pasados
- Niklas Lundgren - guitarra (1993-1997)
- Ronnie Källback - voz adicional (1993-1996)
- Mats Johansson - guitarra (1997-1999)

## Discografía

### Demos
- Promo 2001 (2001)

### EP
- Burst (1995)
- Shadowcaster (1996)
- Forsaken, Not Forgotten (Split con Lash Out) (1998)
- In Coveting Ways (2002)
- Burnt by the Sun / Burst split (2003)
- Burst / The Ocean split (2005)

### Álbumes
- Two Faced (1998)
- Conquest : Writhe (2000)
- Prey on Life (2003)
- Origo (2005)
- Lazarus Bird (2008)